# Acanthixalus
Acanthixalus es un género de anfibios de la familia Hyperoliidae que habita en los bosques húmedos de Costa de Marfil, del sur de Nigeria y Camerún y en el noreste de la República Democrática del Congo.

## Especies
Se reconocen dos especies según ASW:
- Acanthixalus sonjae Rödel, Kosuch, Veith & Ernst, 2003
- Acanthixalus spinosus (Buchholz & Peters, 1875)